# روجر غريفين
روجر غريفين (بالإنجليزية: Roger Griffin)‏ هو مؤرخ بريطاني، ولد في 31 يناير 1948.